# Ветлугин, Матвей Рубенович
Матвей Рубенович Ветлугин (род. 9 октября 2003 года, Москва) — российский фигурист, выступающий в одиночном катании. Бронзовый призёр финала Кубка России (2022). Мастер спорта России (2018). Внук двукратного чемпиона мира по биатлону Юрия Колмакова.

## Биография

### Начало
Матвей Ветлугин начал заниматься фигурным катанием в 2007 году в спортивной школе «Москвич» в группе тренера Людмилы Сапроновой. Под её руководством он получил звание мастера спорта России.
В 2018 году дебютировал на международном уровне. На этапе Гран-при среди юниоров, состоявшемся в Ричмонде, Ветлугин занял 6-е место. В следующем году принял участие в этапе юниорского Гран-при в Лейк-Плэсиде, где стал десятым.
Сезон 2020/2021 начался достаточно удачно. Ученик Сапроновой стал победителем этапов Кубка России в Москве и Сочи, гарантировав себе участие в ключевом турнире — первенстве России среди юниоров. Однако Матвею пришлось завершить сезон из-за рецидива травмы ноги.

### Сезон 2021—2022
В 2021 году Ветлугин перешёл к другому тренеру и начал тренироваться в Санкт-Петербурге под руководством Алексея Мишина.
В начале нового сезона переболел COVID-19, а затем перенёс операцию на голеностопе.
В октябре 2021 года принимал участие в III этапе Кубка России в Сочи, где занял 7 место с суммой баллов 211,25. В ноябре того же года участвовал в V этапе Кубка, проходившего в Перми. С итоговым результатом 204,63 спортсмен занял 2 место.
В начале 2022 года Ветлугин успешно выступил на чемпионате Санкт-Петербурга и в финале Кубка России, где занял 1 и 3 место соответственно.

### Сезон 2022—2023
Ветлугин начал сезон с участия в V этапе Гран-при России. В короткой программе спортсмен расположился на промежуточном 5 месте, имея 85,12 балла. В произвольной программе занял 4-е место, однако по сумме двух программ остался пятым с результатом 245,60. После этого Матвей принял участие в VI этапе серии в Перми, где занял 6-е место с суммой баллов 232,83.
На чемпионате России Матвей Ветлугин шёл на промежуточном 4-м месте, набрав 98,57 балла за короткую программу. В произвольной программе допустил два падения и с итоговым результатом 239 баллов занял 10 место.
Благодаря занятым на этапах 5 и 6 местам Ветлугин был лишь третьим запасным в заявке на финал российской серии Гран-при. Однако благодаря снятиям трёх других спортсменов он оказался в списке участников финала. В короткой программе Ветлугин ошибся на четверном тулупе и допустил падение на тройном акселе и набрал 77,36 балла. В произвольной программе также допустил ряд ошибок и с суммой 232,17 занял итоговое 11 место.

## Программы
| Сезон     | Короткая программа                                                               | Произвольная программа                                                        | Показательные номера                                                                      |
| --------- | -------------------------------------------------------------------------------- | ----------------------------------------------------------------------------- | ----------------------------------------------------------------------------------------- |
| 2023—2024 | - «Последнее танго в Париже» (саундтрек к фильму) - «Libertango» Астор Пьяццолла | - «Appassionata» Secret Garden                                                |                                                                                           |
| 2022—2023 | - Вальс № 2 Дмитрий Шостакович                                                   | - Музыка из к/ф «Крёстный отец» Нино Рота хореограф-постановщик Кирилл Алёшин | - «Дон Кихот» Людвиг Минкус - «Toxic» Бритни Спирс - «Sex Bomb» Том Джонс - «Winter» Bond |
| 2021—2022 | - Вальс № 2 Дмитрий Шостакович                                                   | - Музыка из к/ф «Величайший шоумен» хореограф-постановщик Татьяна Прокофьева  |                                                                                           |
| 2020—2021 | - «Per Te» Джош Гробан                                                           | - «Bohemian Rhapsody» - «Somebody to Love» - «Don’t Stop Me Now» Queen        |                                                                                           |
| 2019—2020 | - «Per Te» Джош Гробан                                                           | - Музыка из к/ф «Величайший шоумен»                                           |                                                                                           |
| 2018—2019 | - «Prelude» - «Age of Heroes» Havasi                                             | - Музыка из к/ф «Величайший шоумен»                                           |                                                                                           |

## Спортивные достижения
| Соревнования                  | 17/18        | 18/19        | 19/20        | 20/21        | 21/22        | 22/23        | 23/24        | 24/25        |
| Национальные                  | Национальные | Национальные | Национальные | Национальные | Национальные | Национальные | Национальные | Национальные |
| ----------------------------- | ------------ | ------------ | ------------ | ------------ | ------------ | ------------ | ------------ | ------------ |
| Чемпионат России              |              |              |              |              |              | 10           | 14           | 12           |
| Финал Кубка России            |              |              |              |              | 3            |              |              |              |
| Финал Гран-при России         |              |              |              |              |              | 11           | 11           |              |
| Первенство России             | 13           | 12           | 17           | 13           |              |              |              |              |
| Этап Кубка России. II этап    | 3 юн.        | 10           |              | 1 юн.        |              |              |              |              |
| Этап Кубка России. III этап   |              |              |              | 1 юн.        | 7            |              |              |              |
| Этап Кубка России. IV этап    | 2 юн.        |              |              |              |              |              |              |              |
| Этап Кубка России. V этап     |              | 11           |              |              | 2            |              |              |              |
| Этап Гран-при России. II этап |              |              |              |              |              |              | 1            |              |
| Этап Гран-при России. V этап  |              |              |              |              |              | 5            |              |              |
| Этап Гран-при России. VI этап |              |              |              |              |              | 6            | 5            |              |
| Международные среди юниоров   |              |              |              |              |              |              |              |              |
| Этап Гран-при. США            |              |              | 10           |              |              |              |              |              |
| Этап Гран-при. Канада         |              | 6            |              |              |              |              |              |              |